# CEBIUS
CEBIUS (Akronym für Computer Einsatz Bearbeitungs-, Informations- und Unterstützungs-System) ist das Programm, welches in den zentralen Leitstellen der deutschen Polizei (Notruf 110) zur Annahme und Überprüfung der Daten benutzt wurde. Das Vorgängersystem (CEBI) war seit den 1970er Jahren im Einsatz. CEBIUS selber wurde Ende der 1990er Jahre eingeführt. Inzwischen wurde CEBIUS durch die Nachfolgeversion eCEBIUS (erweitertes Computer-Einsatz-Bearbeitungs-Informations-Unterstützungs-System) abgelöst.
Das Programm unterstützt den bearbeitenden Polizeibeamten.